# Правдинский район
Пра́вдинский район (с 7 апреля до 7 сентября 1946 года — Фри́дляндский район) — административно-территориальная единица (административный район) в Калининградской области России. Ему в рамках организации местного самоуправления до 1 января 2022 года соответствовал Правдинский городской округ, с 1 января 2022 года Правдинский муниципальный округ.
Административный центр — город Правдинск.

## География
Правдинский район расположен на юго-западе Калининградской области, через него протекает река Лава (приток Преголи) и проходит Мазурский канал. В посёлке Озерки находится один из его шлюзов. Перед Правдинском находится водохранилище гидроэлектростанции ГЭС-3. На территории муниципального образования имеется общая граница с Польшей протяженностью 55 км (Варминско-Мазурское воеводство). Площадь городского округа — 1300 км². Сельскохозяйственные угодья составляют 58 % всех земель района.

## Население
| 1959    | 1970    | 1979    | 1989    | 2002    | 2007    | 2008    | 2009    | 2010    |
| ------- | ------- | ------- | ------- | ------- | ------- | ------- | ------- | ------- |
| 12 102  | ↗22 766 | ↘21 719 | ↘19 555 | ↗21 076 | ↗21 282 | ↗21 432 | ↗21 607 | ↘19 061 |
| 2011    | 2012    | 2013    | 2014    | 2015    | 2016    | 2017    | 2018    | 2019    |
| ↗19 149 | ↗19 375 | ↗19 378 | ↘19 357 | ↘19 334 | ↘19 203 | ↘19 102 | ↘19 057 | ↘18 869 |
| 2020    | 2021    | 2023    | 2024    |         |         |         |         |         |
| ↘18 568 | ↘18 443 | ↘18 197 | ↘18 045 |         |         |         |         |         |

### Урбанизация
В городских условиях (город Правдинск) проживают 21.8 % населения округа.

### Национальный состав
По итогам переписи населения 2020 года проживали следующие национальности (национальности менее 0,1 % и другое, см. в сноске к строке «Другие»):
| Национальность | Численность, чел. | Доля     |
| -------------- | ----------------- | -------- |
| Русские        | 15 682            | 85,03 %  |
| Армяне         | 900               | 4,88 %   |
| Белорусы       | 492               | 2,67 %   |
| Украинцы       | 187               | 1,01 %   |
| Немцы          | 178               | 0,97 %   |
| Азербайджанцы  | 107               | 0,58 %   |
| Литовцы        | 39                | 0,21 %   |
| Татары         | 33                | 0,18 %   |
| Даргинцы       | 29                | 0,16 %   |
| Узбеки         | 19                | 0,10 %   |
| Молдаване      | 19                | 0,10 %   |
| Другие         | 758               | 4,11 %   |
| Итого          | 18 443            | 100,00 % |

## История
Современный Правдинский район (муниципальный округ) включает в себя части сразу трёх исторических областей древней Пруссии — Натангии (по левому берегу Лавы), Бартии (в междуречье Лавы и Путиловки) и Надровии (правобережье Путиловки).
Район образован 7 апреля 1946 года в составе новообразованной Кёнигсбергской области РСФСР как Фридляндский район, административным центром которого стал город Фридланд (в те годы имя города в официальных документах писалось через «я» — Фридлянд, отсюда и написание названия района — Фридляндский). 7 сентября 1946 года Кёнигсбергская область была переименована в Калининградскую, город Фридлянд — в Правдинск, а Фридляндский район — в Правдинский. С 1947 по 1962 год из состава района был выделен Железнодорожный район.
Законом Калининградской области от 21 декабря 2004 года № 476, муниципальное образование «Правдинский район» наделено статусом муниципального района.
Законом Калининградской области от 27 апреля 2015 № 418, муниципальные образования: «Правдинское городское поселение», «Железнодорожное городское поселение», «Домновское сельское поселение» и «Мозырьское сельское поселение» — 1 января 2016 года будут преобразованы, путём объединения, в Правдинский городской округ.
В 2021 году городской округ был преобразован в муниципальный округ.

### Муниципальное устройство
До 2016 года в Правдинском муниципальном районе было 2 городских и 2 сельских поселения:
| № | Городские и сельские поселения      | Административный центр | Количество населённых пунктов | Население | Площадь, км2 |
| - | ----------------------------------- | ---------------------- | ----------------------------- | --------- | ------------ |
| 1 | Железнодорожное городское поселение | пгт Железнодорожный    | 31                            | ↗5984     |              |
| 2 | Правдинское городское поселение     | город Правдинск        | 33                            | ↘7961     |              |
| 3 | Домновское сельское поселение       | посёлок Домново        | 28                            | ↗3088     |              |
| 4 | Мозырьское сельское поселение       | посёлок Мозырь         | 25                            | ↘2301     |              |

С 2016 года все поселения муниципального района были упразднены.

## Административное деление
В состав Правдинского административного района в 2010—2019 гг. входили:
- 2 сельских округа
  - Домновский,
  - Мозырьский;
- 1 город районного значения
  - Правдинск
- 1 посёлок городского типа районного значения
  - Железнодорожный

## Населённые пункты
В Правдинский район/муниципальный округ входят 117 населённых пунктов.
| №   | Населённый пункт | Тип                           | Население | бывшее муниципальное образование    |
| --- | ---------------- | ----------------------------- | --------- | ----------------------------------- |
| 1   | Айвазовское      | посёлок                       | ↘1        | Железнодорожное городское поселение |
| 2   | Алехино          | посёлок                       | ↗15       | Домновское сельское поселение       |
| 3   | Антоново         | посёлок                       | ↗14       | Правдинское городское поселение     |
| 4   | Белкино          | посёлок                       | ↘53       | Мозырьское сельское поселение       |
| 5   | Белый Яр         | посёлок                       | ↘137      | Правдинское городское поселение     |
| 6   | Березово         | посёлок                       | ↘7        | Правдинское городское поселение     |
| 7   | Бородино         | посёлок                       | ↘14       | Мозырьское сельское поселение       |
| 8   | Быстрянка        | посёлок                       | ↘14       | Мозырьское сельское поселение       |
| 9   | Бычково          | посёлок                       | ↘1        | Правдинское городское поселение     |
| 10  | Вершины          | посёлок                       | ↘60       | Мозырьское сельское поселение       |
| 11  | Вишнёвое         | посёлок                       | ↘154      | Железнодорожное городское поселение |
| 12  | Вольное          | посёлок                       | ↘20       | Железнодорожное городское поселение |
| 13  | Гоголевское      | посёлок                       | ↘21       | Железнодорожное городское поселение |
| 14  | Гончарово        | посёлок                       | ↗63       | Домновское сельское поселение       |
| 15  | Гребное          | посёлок                       | ↘6        | Железнодорожное городское поселение |
| 16  | Грушевка         | посёлок                       | →1        | Домновское сельское поселение       |
| 17  | Гусево           | посёлок                       | ↘249      | Мозырьское сельское поселение       |
| 18  | Дальнее          | посёлок                       | ↘177      | Правдинское городское поселение     |
| 19  | Дворкино         | посёлок                       | ↘218      | Правдинское городское поселение     |
| 20  | Домново          | посёлок                       | ↗820      | Домновское сельское поселение       |
| 21  | Дружба           | посёлок                       | ↘440      | Правдинское городское поселение     |
| 22  | Ермаково         | посёлок                       | ↗334      | Домновское сельское поселение       |
| 23  | Железнодорожный  | посёлок                       | ↘2641     | Железнодорожное городское поселение |
| 24  | Желудево         | посёлок                       | ↘53       | Мозырьское сельское поселение       |
| 25  | Зайцево          | посёлок                       | ↘208      | Домновское сельское поселение       |
| 26  | Зареченское      | посёлок                       | ↘92       | Железнодорожное городское поселение |
| 27  | Зверево          | посёлок                       | ↗40       | Железнодорожное городское поселение |
| 28  | Зеленцово        | посёлок                       | ↗6        | Правдинское городское поселение     |
| 29  | Знаменка         | посёлок                       | ↘240      | Железнодорожное городское поселение |
| 30  | Знаменское       | посёлок                       | ↘110      | Домновское сельское поселение       |
| 31  | Ивановка         | посёлок                       | ↗9        | Мозырьское сельское поселение       |
| 32  | Извилино         | посёлок                       | ↘89       | Правдинское городское поселение     |
| 33  | Каменка          | посёлок                       | ↗3        | Железнодорожное городское поселение |
| 34  | Каштаново        | посёлок                       | ↗260      | Домновское сельское поселение       |
| 35  | Киселевка        | посёлок                       | ↘46       | Правдинское городское поселение     |
| 36  | Кленовое         | посёлок                       | ↘8        | Железнодорожное городское поселение |
| 37  | Климовка         | посёлок                       | ↘41       | Домновское сельское поселение       |
| 38  | Короленково      | посёлок                       | ↗12       | Мозырьское сельское поселение       |
| 39  | Костромино       | посёлок                       | ↘222      | Железнодорожное городское поселение |
| 40  | Костюковка       | посёлок                       | ↘78       | Правдинское городское поселение     |
| 41  | Кочкино          | посёлок                       | →40       | Железнодорожное городское поселение |
| 42  | Кочубеево        | посёлок                       | ↘3        | Железнодорожное городское поселение |
| 43  | Кошевое          | посёлок                       | ↘16       | Домновское сельское поселение       |
| 44  | Красное          | посёлок                       | ↘150      | Мозырьское сельское поселение       |
| 45  | Краснополье      | посёлок                       | ↘17       | Правдинское городское поселение     |
| 46  | Крутой Яр        | посёлок                       | ↘19       | Правдинское городское поселение     |
| 47  | Крылово          | посёлок                       | ↗785      | Железнодорожное городское поселение |
| 48  | Крымское         | посёлок                       | ↘72       | Железнодорожное городское поселение |
| 49  | Курортное        | посёлок                       | ↘272      | Правдинское городское поселение     |
| 50  | Лазарево         | посёлок                       | ↗23       | Мозырьское сельское поселение       |
| 51  | Лесное           | посёлок                       | ↘26       | Домновское сельское поселение       |
| 52  | Линево           | посёлок                       | ↘51       | Мозырьское сельское поселение       |
| 53  | Липняки          | посёлок                       | ↘303      | Железнодорожное городское поселение |
| 54  | Лискино          | посёлок                       | ↘11       | Мозырьское сельское поселение       |
| 55  | Луговое          | посёлок                       | ↘86       | Правдинское городское поселение     |
| 56  | Лукино           | посёлок                       | ↗80       | Правдинское городское поселение     |
| 57  | Малиновка        | посёлок                       | ↘55       | Домновское сельское поселение       |
| 58  | Малодворки       | посёлок                       | ↘38       | Мозырьское сельское поселение       |
| 59  | Михайловка       | посёлок                       | ↘43       | Железнодорожное городское поселение |
| 60  | Мозырь           | посёлок                       | ↘449      | Мозырьское сельское поселение       |
| 61  | Нагорное         | посёлок                       | ↘0        | Домновское сельское поселение       |
| 62  | Некрасовка       | посёлок                       | ↗47       | Железнодорожное городское поселение |
| 63  | Никитино         | посёлок                       | ↘80       | Железнодорожное городское поселение |
| 64  | Ново-Бийское     | посёлок                       | ↘55       | Железнодорожное городское поселение |
| 65  | Ново-Бобруйск    | посёлок                       | ↘245      | Мозырьское сельское поселение       |
| 66  | Новое            | посёлок                       | ↘0        | Правдинское городское поселение     |
| 67  | Новоселки        | посёлок                       | ↘109      | Железнодорожное городское поселение |
| 68  | Новостроево      | посёлок                       | ↘500      | Железнодорожное городское поселение |
| 69  | Озерки           | посёлок                       | ↘81       | Железнодорожное городское поселение |
| 70  | Октябрьское      | посёлок                       | →8        | Правдинское городское поселение     |
| 71  | Охотничье        | посёлок                       | ↘25       | Мозырьское сельское поселение       |
| 72  | Панфилово        | посёлок                       | ↘37       | Железнодорожное городское поселение |
| 73  | Перевалово       | посёлок                       | ↘35       | Мозырьское сельское поселение       |
| 74  | Передовое        | посёлок                       | ↘32       | Правдинское городское поселение     |
| 75  | Песочное         | посёлок                       | ↘77       | Правдинское городское поселение     |
| 76  | Поддубное        | посёлок                       | ↘70       | Домновское сельское поселение       |
| 77  | Подлипово        | посёлок                       | ↗291      | Мозырьское сельское поселение       |
| 78  | Поречье          | посёлок                       | ↘348      | Правдинское городское поселение     |
| 79  | Правдинск        | город, административный центр | ↘3934     | Правдинское городское поселение     |
| 80  | Привольное       | посёлок                       | ↘60       | Домновское сельское поселение       |
| 81  | Прогресс         | посёлок                       | ↘0        | Правдинское городское поселение     |
| 82  | Пруды            | посёлок                       | ↗54       | Домновское сельское поселение       |
| 83  | Пчелино          | посёлок                       | ↘13       | Домновское сельское поселение       |
| 84  | Раздольное       | посёлок                       | ↘12       | Домновское сельское поселение       |
| 85  | Ровное           | посёлок                       | ↘176      | Правдинское городское поселение     |
| 86  | Родники          | посёлок                       | ↘68       | Правдинское городское поселение     |
| 87  | Рощино           | посёлок                       | ↘131      | Домновское сельское поселение       |
| 88  | Рябинино         | посёлок                       | ↗56       | Правдинское городское поселение     |
| 89  | Свободное        | посёлок                       | ↗17       | Домновское сельское поселение       |
| 90  | Северный         | посёлок                       | ↘52       | Мозырьское сельское поселение       |
| 91  | Севское          | посёлок                       | ↘361      | Правдинское городское поселение     |
| 92  | Седово           | посёлок                       | ↘7        | Домновское сельское поселение       |
| 93  | Сергеевка        | посёлок                       | ↗16       | Мозырьское сельское поселение       |
| 94  | Смольное         | посёлок                       | ↘17       | Железнодорожное городское поселение |
| 95  | Совхозное        | посёлок                       | ↘13       | Железнодорожное городское поселение |
| 96  | Солдатово        | посёлок                       | ↘135      | Домновское сельское поселение       |
| 97  | Соловьёво        | посёлок                       | ↗37       | Домновское сельское поселение       |
| 98  | Сопкино          | посёлок                       | ↘102      | Правдинское городское поселение     |
| 99  | Сосновка         | посёлок                       | ↗68       | Домновское сельское поселение       |
| 100 | Темкино          | посёлок                       | ↘179      | Правдинское городское поселение     |
| 101 | Тихое            | посёлок                       | ↘34       | Мозырьское сельское поселение       |
| 102 | Тростники        | посёлок                       | ↘74       | Правдинское городское поселение     |
| 103 | Федотово         | посёлок                       | ↘74       | Правдинское городское поселение     |
| 104 | Филипповка       | посёлок                       | ↗182      | Домновское сельское поселение       |
| 105 | Фрунзенское      | посёлок                       | ↘184      | Мозырьское сельское поселение       |
| 106 | Холмогорное      | посёлок                       | 22        | Правдинское городское поселение     |
| 107 | Холмогорье       | посёлок                       | 87        | Железнодорожное городское поселение |
| 108 | Чаадаево         | посёлок                       | ↘5        | Железнодорожное городское поселение |
| 109 | Чайкино          | посёлок                       | ↘22       | Железнодорожное городское поселение |
| 110 | Чайковское       | посёлок                       | ↗232      | Мозырьское сельское поселение       |
| 111 | Черемухово       | посёлок                       | ↗68       | Домновское сельское поселение       |
| 112 | Черепаново       | посёлок                       | →3        | Мозырьское сельское поселение       |
| 113 | Чистополье       | посёлок                       | ↗33       | Домновское сельское поселение       |
| 114 | Шевцово          | посёлок                       | ↘46       | Железнодорожное городское поселение |
| 115 | Шевченко         | посёлок                       | ↘393      | Правдинское городское поселение     |
| 116 | Щербинино        | посёлок                       | ↘0        | Мозырьское сельское поселение       |
| 117 | Ягодное          | посёлок                       | ↘23       | Домновское сельское поселение       |

## Местное самоуправление

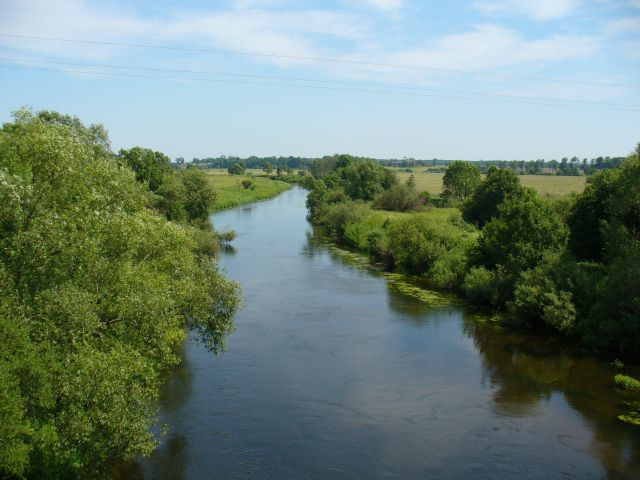
река Лава

Глава администрации района: Устинов Владимир Александрович

## Экономика
Основу экономики района составляет сельское хозяйство и пищевая промышленность. Сельхозпредприятия специализируются на молочно-мясном животноводстве.
Основное промышленное предприятие района — ОАО «Правдинский сыродельный завод», выпускающий масло, сыр, кисломолочные продукты. Доля района в объёме промышленного производства области невелика — в 2002 году она составляла 0,2 %.
В 2008 году началось строительство свинокомплекса на 55 тысяч голов, который будет давать около 5 тысяч тонн мяса.

## Транспорт
Железнодорожная станция района — Железнодорожная, в 25 км от Правдинска.

## Достопримечательности
- На территории района находится уникальный памятник природы "Верховое болото «Целау» — единственное болото такого рода во всей Европе[36].
- Исторические памятники — Фридландская кирха в городе Правдинске, заложенная в 1313 году, кирха в посёлке Железнодорожный, кирхи XIV века в посёлках Домново и Дружба.
- Сохранились руины городской стены и остатки городских укреплений XIV века в Правдинске, руины замка XIII века «Гёрдауэн» в посёлке Железнодорожный. В посёлке Курортное находятся руины замка «Гросс-Вонсдорф»[36].
- Водяная мельница в Железнодорожном.
- Мазурский канал